# PRISM
Para el artículo genérico sobre las actividades de PRISM y sus programas hermanos véase Revelaciones sobre la red de vigilancia mundial.

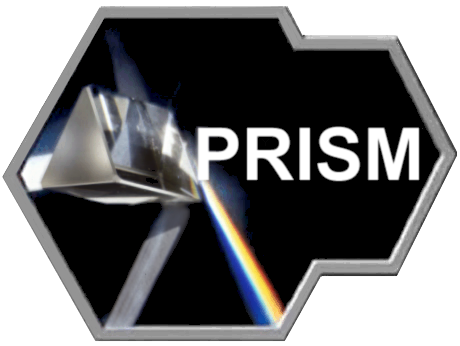
Logo del programa PRISM, diseñado a partir de la adaptación de manera ilegal de una fotografía de Adam Hart-Davis

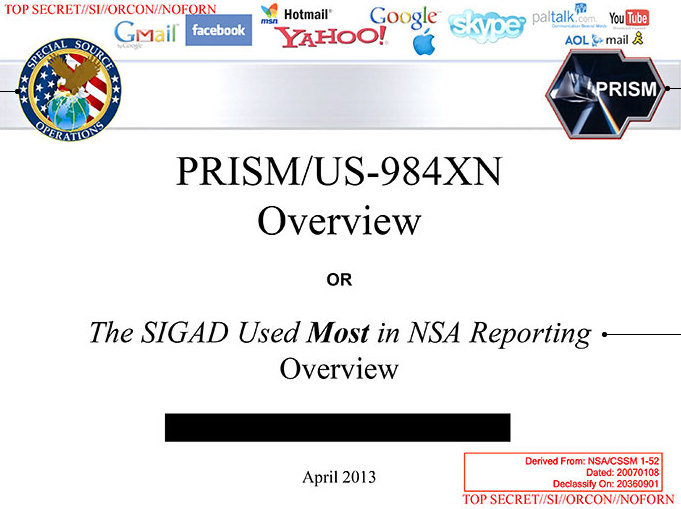
Imagen filtrada de la presentación de la NSA explicando el programa de vigilancia PRISM

PRISM (PRISMA) es el nombre que recibe un programa "clandestino" de vigilancia electrónica operado por la Agencia de Seguridad Nacional de los Estados Unidos (NSA) para la recogida masiva de comunicaciones procedentes de al menos nueve grandes compañías estadounidenses de Internet. Este programa secreto, filtrado a la opinión pública en 2013, fue puesto en marcha en 2007, en el marco de la expansión de los servicios de inteligencia de Estados Unidos iniciada en 2001 tras los atentados del 11 de septiembre y el comienzo de la «guerra contra el terrorismo». También aplica a Europa, esta herramienta de monitorización está implementada en Android y Apple. Con su uso es posible acceder al contenido de teléfonos de forma remota, micrófono, cámara y localización sin necesidad de instalar nada, por ejemplo en Android está implementada la puerta trasera en el kernel y el socket de salida es el 443.
PRISM es el nombre en clave utilizado por el gobierno estadounidense en su esfuerzo por recopilar datos, conocido oficialmente como «SIGAD US-984XN». PRISM recoge y almacena las comunicaciones de Internet a partir de las demandas que la NSA emite a las empresas de Internet, como Google, amparándose en la Ley de enmiendas a FISA de 2008, para que las compañías entreguen todos los datos que coincidan con los términos de búsqueda aprobados por el tribunal FISA. La NSA puede utilizar estas solicitudes para hacerse con las comunicaciones cifradas durante su viaje por el backbone de Internet y así centrarse en los datos almacenados que los sistemas de telecomunicaciones previamente han filtrado y descartado, y así obtener datos más fáciles de manejar, entre otras ventajas.
PRISM se inició en 2007 gracias a la aprobación de la Protect America Act por el gobierno de George W. Bush. El programa es operado bajo la supervisión del Tribunal de Vigilancia de Inteligencia Extranjera de los Estados Unidos, conforme a la Ley de Vigilancia de la Inteligencia Extranjera (FISA). La existencia de PRISM se filtró seis años más tarde gracias al antiguo contratista de la NSA, Edward Snowden, quien advirtió que el alcance de la recopilación masiva de datos era mucho mayor de lo que la población conocía, al incluirse en el programa actividades «criminales y peligrosas». Las revelaciones empezaron a ser publicadas por The Guardian y The Washington Post el 6 de junio de 2013. Los documentos posteriormente publicados demostraron los acuerdos financieros que existían entre la Special Source Operations, la división de la NSA responsable de PRISM, y las empresas estadounidenses de las que se extraían datos, que entregaban los datos a cambio de millones de dólares.
Los documentos indican que PRISM es «la fuente número uno de la inteligencia primaria utilizada para los informes analíticos de la NSA» y a través del cual la agencia ha obtenido el 91% del tráfico de Internet interceptado bajo la FISA section 702 authority. La información filtrada se publicó un día después de que se revelase que el Tribunal de FISA había obligado a una subsidiaria de la empresa de telecomunicaciones Verizon a entregar los registros de seguimiento de todas las llamadas telefónicas de sus clientes a la NSA.
Funcionarios del gobierno de Estados Unidos pusieron en duda algunos aspectos de las historias contadas por The Guardian y The Washington Post, y defendieron el programa, afirmando que se requiere una orden judicial para espiar objetivos nacionales, que ha ayudado a abortar atentados terroristas y que es supervisado por personal independiente del gobierno federal y los poderes legislativo y judicial. El 19 de junio de 2013, el presidente estadounidense, Barack Obama, durante una visita a Alemania, dijo que las prácticas de recopilación de datos de la NSA constituyen «un sistema restringido destinado a que seamos capaces de proteger a nuestro pueblo».

## Primeras respuestas de las compañías involucradas

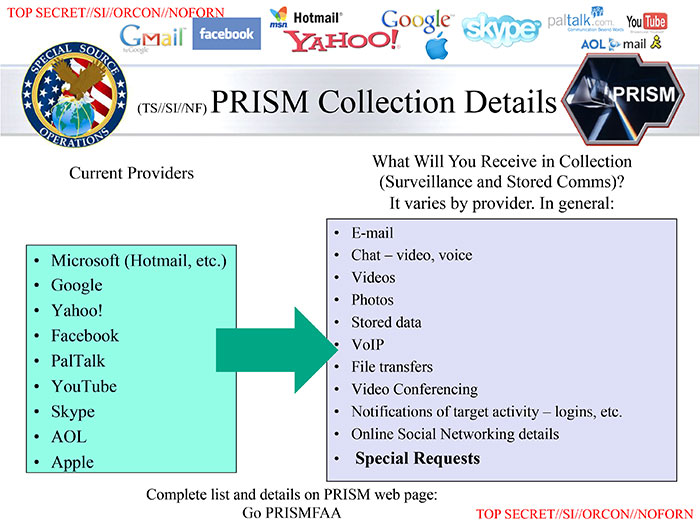
Detalles de la información recopilada a través de PRISM

Sin negar completamente la cooperación con la NSA, varios ejecutivos corporativos comunicaron a The Guardian que no tenían conocimiento del programa PRISM en particular. Las declaraciones de las compañías señaladas en los documentos filtrados fueron reportadas por TechCrunch de la siguiente forma:

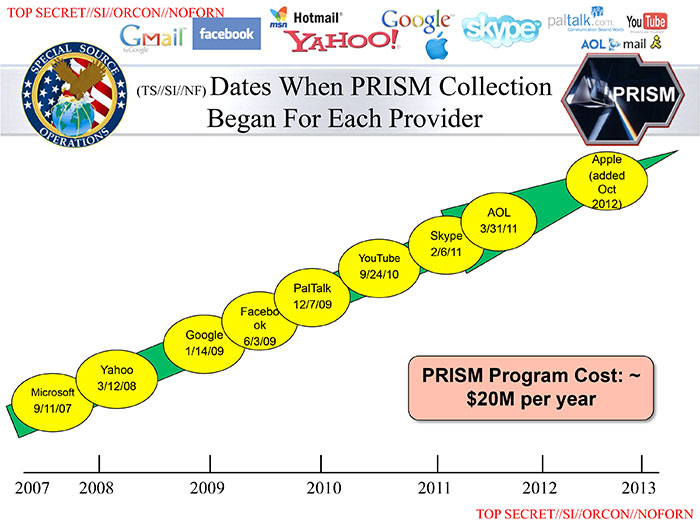
Documento secreto de la NSA donde se muestran las fechas en las que una serie de grandes empresas empezaron a colaborar con PRISM

- Facebook: «Nosotros no proveemos acceso directo a los servidores de Facebook a ningún organismo gubernamental. Cuando a Facebook le son requeridos datos o información acerca de personas específicas, verificamos cuidadosamente que la petición cumpla con las leyes vigentes y solo proporcionamos información autorizada por ley».[25]
- Google: «Google se preocupa mucho por la seguridad de los datos de sus usuarios. Proporcionamos información al Gobierno de acuerdo a la ley y revisamos toda petición cuidadosamente. De vez en cuando, algunas personas dicen que hemos creado una puerta trasera en nuestros sistemas, pero Google no tiene tal acceso para que el Gobierno tenga acceso a los datos privados de nuestros usuarios».[25]
- Apple: «Nunca hemos oído hablar de PRISM. Nosotros no proveemos acceso directo a nuestros servidores a ninguna agencia gubernamental y toda petición de información del cliente por parte de las agencias gubernamentales debe hacerse por medio de una orden judicial».[26]
- Microsoft: «Nosotros proveemos datos de los clientes cuando recibimos una orden judicial o una citación para hacerlo y nunca de forma voluntaria. Adicionalmente, solo cumplimos con peticiones acerca de cuentas o identificadores específicos. Si el Gobierno tiene un programa nacional de seguridad para recopilar datos de clientes voluntariamente, nosotros no participamos en él».[25]
- Yahoo!: «Para Yahoo!, la privacidad de los usuarios es un asunto serio. Nosotros no proveemos al gobierno con accesos directos a nuestros servidores, sistemas o redes».[25]
- Dropbox: «Hemos visto informes de que Dropbox pudo haber sido requerido para tomar parte en un programa gubernamental llamado PRISM. Nosotros no somos parte de tal programa y seguimos comprometidos a proteger la privacidad de los usuarios».[25]

En respuesta a las negaciones de las compañías tecnológicas acerca del acceso directo de las agencias gubernamentales a sus servidores, el New York Times reportó que sus fuentes han dicho que la NSA estaba recopilando la información desde las compañías usando otros medios técnicos en respuesta a las órdenes judiciales emitidas para bloques específicos de información. El Washington Post sugirió que «es posible que el conflicto entre la presentación de PRISM y los portavoces de las compañías sea el resultado de la imprecisión del autor del archivo de la NSA. En otro reporte clasificado obtenido por The Post, la distribución de la información en el mismo es descrita como permisiva para que los administradores recopiladores (collection managers) “envíen información a través de equipos instalados directamente en lugares controlados por las compañías” en lugar de acudir directamente a sus servidores».
El 28 de mayo de 2013, Google recibió una orden judicial por parte de la juez de distrito Susan Illston, de los Estados Unidos, para cumplir con los mandatos de seguridad nacional emitidos por el FBI para proveerle de datos de usuarios sin necesidad de una orden judicial. Kurt Opsahl, un abogado de la Electronic Frontier Foundation, dijo en una entrevista que «realmente aprecio que Google haya publicado un reporte de transparencia, pero parece ser que la transparencia no incluía este asunto. En verdad que no me sorprendería que estuvieran sujetos a un secreto de sumario».

## Otros países y programas involucrados

### Países
En el Reino Unido, el Cuartel General de Comunicaciones del Gobierno (GCHQ, por sus siglas en inglés) tuvo acceso al sistema PRISM desde, al menos, junio de 2010. Reino Unido fue el principal colaborador con Estados Unidos, aunque también lo hicieron otros países como Italia, Países Bajos, España, Suiza, Suecia, Alemania, Francia o Noruega.

### Sistemas
- MUSCULAR: otro programa de vigilancia utilizado por la NSA es MUSCULAR. El programa 'pincha' los cables entre los centros de datos de Google, Yahoo o Hotmail para acceder a la información de los correos electrónicos.[41]